# Faunus (god)

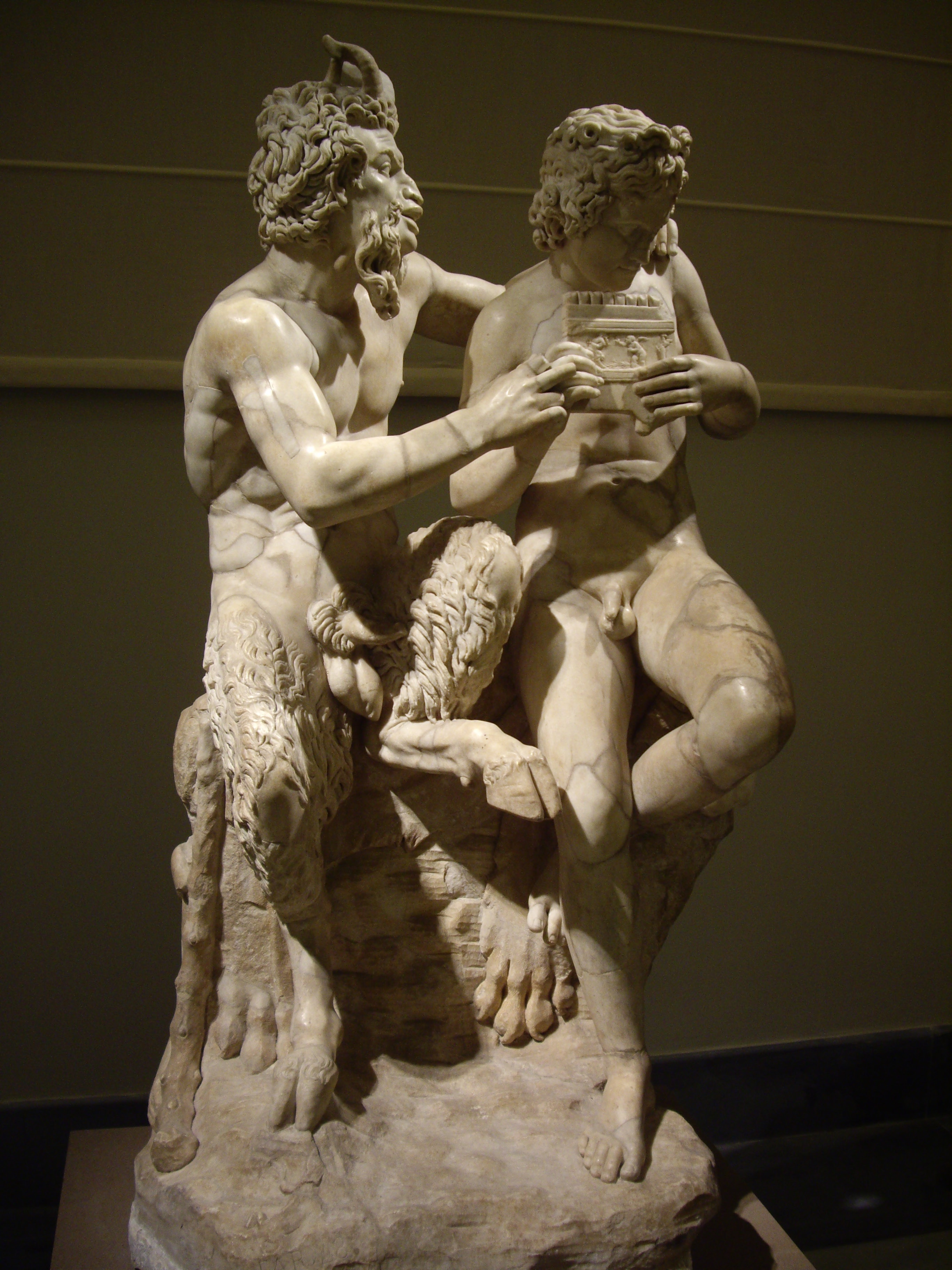
Faunus en Daphnis

Faunus is in de Romeinse mythologie een oude natuurgod, die later gelijkgesteld wordt aan Pan. Faunus is de beschermer van het vee en de weidegrond, en brengt dan ook vruchtbaarheid.
Uit de vroege  Romeinse tijd is op 5 december voor hem in de omgeving van  Mandela (midden Italië) een volksfeest overgeleverd, de Faunalia. Faunus is hier gelijkgesteld met Silvus.
De Faunen nemen later zijn plaats in.
Fauna was een godin, vaak genoemd als de vrouw van Faunus. Het latere begrip voor fauna, het geheel van alle dieren, is daarvan afgeleid.